# Phrudophleps violata
Phrudophleps violata är en fjärilsart som beskrevs av W. Warren 1907. Phrudophleps violata ingår i släktet Phrudophleps och familjen mätare. Inga underarter finns listade i Catalogue of Life.